# إميليو ألزامورا
إميليو ألزامورا (بالإسبانية: Emilio Alzamora)‏ هو متسابق دراجات نارية إسباني فاز ببطولة سباق الجائزة الكبرى للدراجات النارية. نافس في سباقات بطولة العالم لفئة 250 سي سي ولفئة 125 سي سي ولفئة 50 سي سي.

## البطولات
- سباق الجائزة الكبرى للدراجات النارية 1999

## روابط خارجية
- إميليو ألزامورا على موقع MotoGP.com (الإنجليزية)